# Hans-Adam II., knez Lihtenštajna
Hans-Adam II. (Johannes Adam Ferdinand Alois Josef Maria Marco d'Aviano Pius; Zürich, 14. veljače 1945.), petnaesti (sadašnji) knez Lihtenštajna. 

## Životopis
Princ Ivan Adam II. je rođen 14. veljače 1945. godine u Zürichu u Švicarskoj, kao najstariji sin kneza Franje Josipa II. i princeze Georgine od Wilczeka. Godine 1969., Ivan Adam je stekao 
magisterij iz područja ekonomike poduzeća i nacionalne ekonomije na Sveučilištu St. Gallen u Švicarskoj. 
Godine 1984. knez Franjo Josip II. mu je počeo prenositi svoje ovlasti te povjeravati upravu nad kneževinom, ali zadržavajući naslov suverenog kneza. Ivan Adam je formalno naslijedio dužnost kneza Lihtenštajna nakon smrti svog oca 13. studenog 1989. godine. Dana 15. kolovoza 2004. godine knez Ivan Adam II. počeo je prepuštati svoje dužnosti prijestolonasljedniku princu Alojzu. Njegov otac (knez) i dalje je vladar, poglavar države, a odluka o regentstvu Alojza obrazložena je kao način pripreme i uvođenja nasljednog princa u državničke poslove i obaveze. 
Pod vodstvom Ivana Adama II. Lihtenštajn pristupa Ujedinjenim narodima (1990.) i Europskom gospodarskom prostoru (1995.). Godine 2003. je održan referendum na kojem su prihvaćene ustavne promjene koje knezu daju veće ovlasti, tako da je knez Lihtenštajna (poslije pape) monarh s najvećim ovlastima u Europi. Po njima knez može imenovati suce te raspustiti vladu i parlament.
Godine 2011. regent Alojz je izjavio kako će uporabiti svoje pravo veta ako bi birači izglasovali prijedlog legalizacije pobačaja u kneževini na nadolazećem referendumu. Taj zakon, kojim bi se abortus dozvolio u prvih 12 tjedana trudnoće u slučajevima malformacije djeteta, nije prošao ni u parlamentu, ali je ipak njegovo usvajanje dano na referendum. Veto nije bio potreban budući su glasači na referendumu odbili taj prijedlog. 
Nakon prinčeva upozorenja o korištenju veta, pokrenuta je građanska inicijativa za promjenu ustava kako bi se princa spriječilo da ulaže veto na odredbe odobrene referendumima. Na referendumu po tom pitanju održanom 1. srpnja 2012. čak 76 % glasača je odbacilo takav prijedlog ograničavanja prinčevih ovlasti. 
Knez Ivan Adam II. je jedan od najbogatijih poglavara država te najbogatiji europski monarh.

## Brak i potomstvo
30. srpnja 1967. Ivan Adam II. se oženio za Mariju Kinsky s kojom ima četvero djece i 15 unučadi:
- Princ Alojz (r. 11. lipnja 1968.)
- Princ Maksimilijan (r. 16. svibnja 1969.)
- Princ Konstantin Ferdinand Marija (r. 15. ožujka 1972.)
- Princeza Tatjana Nora Marija (r. 10. travnja 1973.)

## Vanjske poveznice

### Mrežna sjedišta
- (engl.) Životopis na stranicama Kneževske obitelji Liechtenstein

### Sestrinski projekti
|  | Zajednički poslužitelj ima još gradiva o temi Hans-Adam II., knez Lihtenštajna |